# Reczyn
Reczyn – wieś w Polsce położona w województwie mazowieckim, w powiecie płockim, w gminie Bodzanów.
W skład sołectwa Reczyn i Nowy Reczyn wchodzi także wieś Nowy Reczyn.
W latach 1975–1998 miejscowość administracyjnie należała do województwa płockiego.
Podczas II Wojny Światowej, 3 lutego 1945 roku na polu w Reczynie lądował awaryjnie amerykański bombowiec B-17 o numerze bocznym 7445. Dziewięciu członków załogi uratowało się. Przyczyną nieprzewidywanego lądowania był brak wystarczającej ilości paliwa.
23 sierpnia 2003 roku odbyła się impreza upamiętniająca tamto wydarzenie. W miejscu lądowania odsłonięto kamień z płytą pamiątkową z nazwiskami wszystkich lotników. W wydarzeniu brali udział żyjący piloci, członkowie załogi, ich rodziny oraz przedstawiciele samorządu.